# کرومی استودیوز
کرومی استودیوز (انگلیسی: Krome Studios) شرکت بازی ویدئویی استرالیایی است، که در سال ۱۹۹۹ تأسیس شد.